# Saks
En saks var i nordisk jernalder og vikingetid et enægget sværd, en krigskniv. I dag er en saks et hængslet redskab, der bruges til at klippe i forskellige materialer, som primært kunne være papir eller pap. Der findes dog også andre typer af sakse, som bruges til andre formål. Kraftigere sakse bruges eksempelvis til at klippe i plastik, mad og metal.
En saks hed tidligere "et par sakse", således som det stadig gør på engelsk:"a pair of scissors". 

## Forskellige typer af sakse
- Boltsaks
- Fjerkræsaks
- Køkkensaks
- Negleklipper
- Papirsaks
- Stofsaks
- Sukkersaks

## Historie
Det mest sandsynlige er, at saksen blev opfundet omkring 1500 BC i Det gamle Egypten.
De tidligst kendte sakse er fra Mellemøsten og er mellem 3.000 og 4.000 år gamle. De var af 'fjeder sakse' typen, bestående af to bronze blade forbundet ved håndtaget af et tyndt buet stykke bronze. Dette stykke tjente til at holde bladene sammen, når der blev trykket, og få dem til at springe fra hinanden, når der blev givet slip. 
Krydsbladede sakse blev opfundet af romerne omkring år 100 e.Kr. 
Punkt-forbundne sakse af bronze eller jern, hvor bladene var forbundne i et punkt mellem spidserne og håndtaget, blev brugt i det gamle Rom, Kina, Japan og Korea. Fjeder-sakse blev brugt i Europa helt op i 1500-tallet.